# ミヤマウズムシ
ミヤマウズムシ (Phagocata vivida) とは、三岐腸目 ヒラタウズムシ科 ホソウズムシ属に属するウズムシの一種。

## 概要
成体の体長は10 - 20 mm程度であり、頭部前端は波状で、頭部中央部は鈍く円く、耳葉は鋭く斜前方へ突出する。体色は一般に黒色だが、淡緑褐色など種々の色を呈する。名の由来は高山性のプラナリアであることによるが、平地でも低温の水中には生息している。繁殖期は春で、その頃は生殖器が発達している。 飼育下では温度をコントロールすることにより、繁殖期を伸ばすことができる。無性生殖として、横分裂の他に、破片分離を行うことが知られている。